# Moment cinétique orbital
 (février 2024).
Si vous disposez d'ouvrages ou d'articles de référence ou si vous connaissez des sites web de qualité traitant du thème abordé ici, merci de compléter l'article en donnant les références utiles à sa vérifiabilité et en les liant à la section « Notes et références ».
Le moment cinétique orbital est un concept de la mécanique quantique. C'est un cas particulier de moment cinétique quantique.

## Analogies avec lamécanique classique
Le moment cinétique orbital correspond à la rotation d'une particule autour d'un noyau, comme la rotation d'un électron autour du noyau d'un atome. 
On différencie le moment cinétique orbital du moment cinétique intrinsèque, interprétable par la rotation d'une particule élémentaire sur elle-même (on parle de spin de l'électron, par exemple).
Tout moment cinétique est quantifié en mécanique quantique (voir l'article moment cinétique quantique), c’est-à-dire que le moment cinétique ne peut prendre que des valeurs discrètes bien précises. C'est une des propriétés fondamentales de la théorie quantique.

## Formules et formalisme quantique
L'opérateur de moment cinétique orbital est noté {\displaystyle {\hat {L}}} et on le définit par la relation suivante (analogue à celle de la mécanique classique) :
{\displaystyle {\hat {L}}={\hat {R}}\wedge {\hat {P}}}
représentant un produit vectoriel.
{\displaystyle {\hat {R}}} est l'opérateur position et {\displaystyle {\hat {P}}} l'opérateur impulsion, qui a pour composantes cartésiennes en représentation position :
- {\displaystyle {\hat {P}}_{x}=-i\hbar {\frac {\partial }{\partial x}}}
- {\displaystyle {\hat {P}}_{y}=-i\hbar {\frac {\partial }{\partial y}}}
- {\displaystyle {\hat {P}}_{z}=-i\hbar {\frac {\partial }{\partial z}}}

En représentation  position, les composantes cartésiennes de l'opérateur {\displaystyle {\hat {R}}} sont simplement :
- {\displaystyle {\hat {R}}_{x}=x}
- {\displaystyle {\hat {R}}_{y}=y}
- {\displaystyle {\hat {R}}_{z}=z}

D'après ces définitions, les composantes cartésiennes de l'opérateur de moment cinétique orbital s'écrivent : 
- {\displaystyle {\hat {L}}_{x}={\hat {y}}{\hat {p}}_{z}-{\hat {z}}{\hat {p}}_{y}=-i\hbar \left(y{\frac {\partial }{\partial z}}-z{\frac {\partial }{\partial y}}\right)}
- {\displaystyle {\hat {L}}_{y}={\hat {z}}{\hat {p}}_{x}-{\hat {x}}{\hat {p}}_{z}=-i\hbar \left(z{\frac {\partial }{\partial x}}-x{\frac {\partial }{\partial z}}\right)}
- {\displaystyle {\hat {L}}_{z}={\hat {x}}{\hat {p}}_{y}-{\hat {y}}{\hat {p}}_{x}=-i\hbar \left(x{\frac {\partial }{\partial y}}-y{\frac {\partial }{\partial x}}\right)}

On peut alors calculer les commutateurs de {\displaystyle {\hat {L}}_{x}},  {\displaystyle {\hat {L}}_{y}} et  {\displaystyle {\hat {L}}_{z}} :
- {\displaystyle [{\hat {L}}_{x},{\hat {L}}_{y}]=i\hbar {\hat {L}}_{z}}
- {\displaystyle [{\hat {L}}_{y},{\hat {L}}_{z}]=i\hbar {\hat {L}}_{x}}
- {\displaystyle [{\hat {L}}_{z},{\hat {L}}_{x}]=i\hbar {\hat {L}}_{y}}

## Moment cinétique total
L'opérateur de moment cinétique total noté {\displaystyle {\hat {J}}} est la somme vectorielle de l'opérateur de moment cinétique orbital noté {\displaystyle {\hat {L}}} et de l'opérateur de spin (moment cinétique intrinsèque) noté {\displaystyle {\hat {S}}}. 
{\displaystyle {\hat {J}}={\hat {L}}+{\hat {S}}}